# 愛唄
「愛唄」（あいうた）は、GReeeeNの通算3枚目となるシングル。2007年5月16日にNAYUTAWAVE RECORDSから発売された。

## 概要
2007年5月16日発売。作詞、作曲はGReeeeN本人が手掛けている。
GReeeeN初となるラブソングということもあり、初回限定盤は「スペシャル・ギフト・パッケージ」として、CDジャケット自体がラブレターとして使える便箋と封筒付きの特別ジャケット仕様となっている。
オリコン週間シングルチャートでは最高位2位、CD売上は30万枚、着うた・着うたフルを合せたダウンロード数も525万件以上を記録した。このダウンロード数は2007年デビューの新人としては最高記録である。また、着うたフルでは2007年7月度に史上初のダウンロード数100万件を達成、同年8月14日には携帯音楽配信サイト『レコード会社直営♪』単独での100万件突破という同サイト史上初の記録を達成した。
本作は発売から約1年後にもオリコンチャートにランクインし、ロングセールスを記録した。このヒットをオリコンは「街鳴り、web、モバイルを活用してヒットにつなげる方法論によって、愛唄のヒットが生まれた」と分析している。
『愛唄』には2つのプロモーションビデオがあり、1つはテリー伊藤の初監督作品で、俳優の岡本浩志と志保が出演したもの。テリー伊藤本人はプロモーションビデオ本編には出演していないが、後に1stアルバム『あっ、ども。はじめまして。』のTVスポットに出演している。もう1つは、ベストアルバム『いままでのA面、B面ですと!?』のTVスポット用に撮影されたものである（「愛唄 (エビ甲冑戦國活劇 Ver.)」）。
タイトル曲「愛唄」は、前述のアルバム『あっ、ども。はじめまして』の他にコンピレーションアルバム『アイのうた』（2007年12月5日）にも収録された。

## 収録曲
全作詞・作曲・編曲：GReeeeN
1. 愛唄 (3:56)
  - 日本テレビ系『歌スタ!!』2007年5月度エンディングテーマ
  - テレビ愛知『a-ha-N varie』2007年6月度エンディングテーマ
  - フジテレビ系『志村けんのだいじょうぶだぁII』2007年7月度エンディングテーマ
  - ホーユー『Beauteen』CMソング
  - TBS系ドラマ『ROOKIES』番組宣伝CMソング
  - ダイドードリンコ『ダイドーブレンドコーヒー』、『ダイドーデミタスコーヒー』CMソング
  - 福島中央テレビ『おやすみ天気』テーマソング
  - 明治『果汁グミ』CMソング
2. UNITY (3:35)

## 収録アルバム
- あっ、ども。はじめまして。（#1）
- いままでのA面、B面ですと!?（#1,2）
- 歌うたいが歌うたいに来て 歌うたえと言うが 歌うたいが歌うたうだけうたい切れば 歌うたうけれども 歌うたいだけ 歌うたい切れないから 歌うたわぬ!?（#1、初回盤Aのみ収録）
- いいね!(´・ω・｀)☆（#1、初回盤Aのみ収録）
- C、Dですと!?（#1）
- ALL SINGLeeeeS 〜& New Beginning〜（#1）

## カバーしたアーティスト
- スコット・マーフィー - アルバム『Guilty Pleasures 3』（2008年12月3日）収録。
- JULEPS - アルバム『旅立つ日』（2008年12月10日）収録。
- 中村あゆみ - アルバム『VOICEⅡ』（2009年6月24日）収録。
- 三浦健人（宮野真守） - アルバム『君に届け Secret Party 〜北幌高校学校祭アナザーサイド』（2011年3月23日）収録。
- whiteeeen - 「愛唄〜since 2007〜」のタイトルでカバー。シングル『愛唄〜since 2007〜』（2015年3月11日）収録。映画『ストロボ・エッジ』の主題歌[7]。
- 高木さん（高橋李依） - アルバム『からかい上手の高木さん Cover Song Collection』（2018年3月28日）収録。テレビアニメ『からかい上手の高木さん』第11話エンディングテーマ。
- SUPERNOVAシングル『Last Kiss』のカップリング曲としてカバー
- AIK『AIKHOLIC』で英詞でカバー
- 椎名真昼（石見舞菜香） - 2023年2月19日に配信限定シングルとして発売した後、2023年4月19日発売のアルバム『TVアニメ『お隣の天使様にいつの間にか駄目人間にされていた件』Cover Songs』に収録[8]。テレビアニメ『お隣の天使様にいつの間にか駄目人間にされていた件』第7話エンディングテーマ。
- Afterglow［美竹蘭（佐倉綾音）］ - 2025年5月31日にゲーム『バンドリ! ガールズバンドパーティ!』に追加収録。

## 愛唄〜since 2007〜
「愛唄 〜since 2007〜」（あいうた since 2007）は、whiteeeenのメジャーデビューシングル。2015年3月11日にZEN MUSICから発売された。
「愛唄〜since2007〜」のプロモーションビデオは、映画『ストロボ・エッジ』の映像が使われている。

### 収録曲
1. 愛唄 〜since 2007〜 [4:04]
作詞・作曲：GReeeeN
  - 全国東宝系映画『ストロボ・エッジ』主題歌[7]
2. ハンブンコ [4:51]
作詞：あいみベイダー、作曲：HIDE(GReeeeN)・SHIKATA・KAY